# Betsabea (Gérôme)
Betsabea (Bethsabée) è un dipinto a olio su tela del pittore francese Jean-Léon Gérôme, realizzato nel 1889. L'opera oggi è conservata in una collezione privata.

## Descrizione
(Kathryn D. Blanchard, Jane S. Webster, Lady Parts: Biblical Women and The Vagina Monologues)

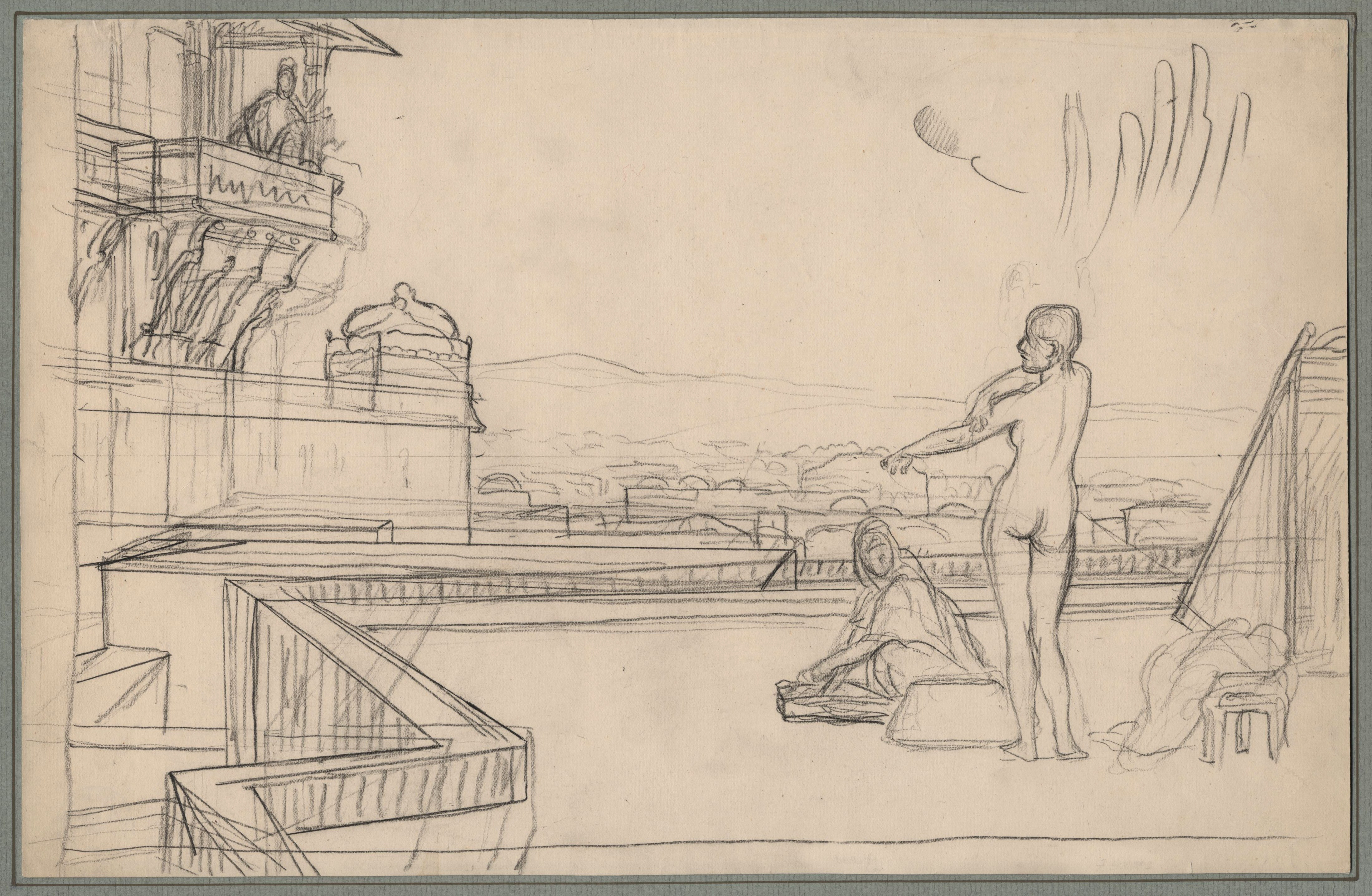
Uno studio per l'opera conservato in una collezione privata.

L'opera raffigura l'episodio biblico di Davide e Betsabea. La moglie di Uria si sta lavando su una terrazza, accompagnata da una serva, e Davide la osserva dall'alto di una torre, invaghendosi di lei. Betsabea è raffigurata in piedi, completamente nuda, con la schiena rivolta verso lo spettatore. La donna si lava il braccio sinistro con una spugna, e ai suoi piedi c'è una piccola bacinella di rame.
La figura di Betsabea richiama le varie scene di donne che si lavano dipinte in precedenza dall'artista, anche se queste si trovavano al chiuso e non all'aperto come in questo caso. La donna è situata al centro di una "V" costituita dalla serva da un lato e dal suo vestito su uno sgabello dall'altro.
Il fulcro dell'opera è costituito dal contrapposto della figura di Betsabea, dall'effetto della luce sulla sua pelle bianca e morbida e dai tessuti minuziosamente drappeggiati sullo sgabello e da quelli indossati dalla serva. In effetti, quest'opera venne dipinta a Bougival, dove Gérôme lavorava sul tetto del suo atelier estivo, consentendogli di far posare la sua modella all'aperto e di riprodurre realisticamente gli effetti atmosferici. L'aspetto della città di Gerusalemme sullo sfondo non segue la realtà ma è generico e immaginario.
Sette anni dopo la realizzazione di questa tela, Gérôme ne trasse una scultura in gesso, oggi conservata al museo Dahesh.